# Chamaecrista hispidula
Chamaecrista hispidula là một loài thực vật có hoa trong họ Đậu. Loài này được (Vahl) H.S.Irwin & Barneby miêu tả khoa học đầu tiên.